# الدوري الهندوراسي الدرجة الأولى لكرة القدم 1973–74
الدوري الهندوراسي الدرجة الأولى لكرة القدم 1973–74 هو موسم من الدوري الهندوراسي الدرجة الأولى لكرة القدم. فاز فيه نادي موتاجوا ‏.